# Шмидт, Джон
Джон Шмидт (англ. Jon Schmidt, род. 9 июля 1966, Солт-Лейк-Сити, Юта, США) — американский пианист, композитор, учитель игры на фортепиано и писатель. С 2010 года — участник музыкальной группы The Piano Guys.

## Биография
Родился 9 июля 1966 года в Солт-Лейк-Сити в семье немецких иммигрантов. Шмидт, как и его родители, а также дедушки и бабушки по обеим линиям, является мормоном.
С ранних лет приобщался к классической музыке. Его отец был оперным тенором, а старшая сестра Роза-Энн, будучи пианистом-виртуозом, занималась его обучением игре. Шмидт начал принимать участие в выступлениях пианистов в возрасте восьми лет, уже в одиннадцать стал композитором, а с шестнадцати начал самостоятельно обучать игре на фортепиано. Тем не менее, до поступления в колледж он не выступал публично. Будучи учащимся Хайлендской старшей школы он часто выступал на общешкольных собраниях и концертах. После выпуска он занимался миссионерской деятельностью в Норвегии, где получил известность как «миссионер-пианист».
Университет Юты предлагал Шмидту музыкальную стипендию, но он предпочёл изучать английский язык. После выпуска он стал задумываться о получении образования в области делового управления, однако его намерения изменились после того, как он стал давать публичные выступления.
Вместе со своей супругой Мишель и пятью детьми проживает в Баунтифуле. В октябре 2016 года их 21-летняя дочь Энни исчезла во время похода в штате Орегон. Её тело было обнаружено в следующем месяце у подножия утёса в ущелье реки Колумбия; её смерть была признана несчастным случаем.

## Творчество
Моя главная цель — хорошо провести время. Я не могу слишком серьёзно преподносить свою музыку и себя. В этом иногда заключается загвоздка у исполнителей классической музыки, что они преподносят себя чересчур серьёзно. Я считаю себя рок-пианистом. 
(англ. My whole goal is to have a good time. I can't take my music or myself too seriously. That's the problem sometimes with classical performers is they take themselves too seriously. I consider myself a rock pianist.)
Первоначально Шмидт выступал с благотворительными концертами и записывал свою музыку на аудиокассеты для продажи. В дальнейшем он решил продвигать себя на крупных сценических площадках, как-то аудитория Хайлендской старшей школы, где ему удалось собрать 1000 человек,  а также в Кингсбери-холл — крупнейшей площадке Солт-Лейк-Сити.
В 1991 году вышел его первый альбом August End (рус. Конец августа). После этого Шмидт подписал соглашение с Aubergine Records, выпустив альбомы A Walk in the Woods (рус. Прогулка в лесах, 1993), A Day in the Sunset (рус. На закате дня, 1994) и Jon Schmidt Christmas (рус. Рождество Джона Шмидта, 1995). В 2000 году под собственным лейблом JSP Productions он представил альбом To the Summit (рус. На вершину).
Начиная с 2010 года Шмидт ежегодно даёт по 100 концертов в год Уосатч-фронте — в столичном районе Юты, как в штатах Аризона, Южная Калифорния, Айдахо и Вашингтон.
Им опубликованы семь нотных тетрадей, содержащих самобытные произведения Ten Week Note-Reading Method (англ. Десятинедельный метод чтения нотной записи), а также развита методика обучения игре на фортепиано для взрослых и детей.

### Музыкальный стиль
В своих произведениях Шмидт смешивает воедино классическую музыку, поп и рок-н-ролл. В качестве источников влияния служат Людвиг ван Бетховен, Мангейм Стимроллер, Билли Джоэл и Дейв Грусин. Кроме того, Шмидт показывает способность к театральности в своих выступлениях, что заметно по «игре вниз головой, надев забавный парик, игре пальцами ног и боксируя».

### The Piano Guys
В 2010 году Шмидт стал членом музыкальной группы The Piano Guys. Группа и её замысел в качестве музыкального видео проекта возникли у владельца пиано-магазина The Piano Guys в Сент-Джордж, штат Юта Пола Андерсона, как стратегия маркетинга в социальных сетях. Шмидт был знаком с Андерсоном, поскольку был частым посетителем магазина, где любил упражняться игре на фортепиано в выставочном зале. В 2009 году Андерсон увидел музыкальную видеозапись Love Story Meets Viva la Vida (рус. Love Story встречается с Viva la Vida), которую Шмидт выложил на YouTube, соединив песни Тейлор Свифт Love Story и  группы Coldplay Viva la Vida. Видеозапись собрала более миллиона просмотров. Андерсон предложил, чтобы Шмидту сделал видеозаписи профессиональных музыкальных выступлений и загрузил их на канал своего магазина на YouTube. В свою очередь Стивен Шарп Нельсон пригласил в качестве четвёртого участника своего соседа Эла ван дер Бика, автора песен и аранжировщика, а Тел Стюарт оказал помощь с видеосъёмками. Выпустив множество видео, которые не вызвали широкого интереса, группа опубликовала запись Michael Meets Mozart (рус. Майкл встречает Моцарта, 2011) и Шмидт пригласил около 30000 человек из своего списка рассылки «смотреть и делиться». В течение следующих двух лет группа продолжила делать видеозаписи каждый раз привлекая тысячи поклонников. В 2012 году группа подписала соглашение с Sony Masterworks и выпустила семь качественных альбомов. По состоянию на май 2025 года количество просмотров на YouTube-канале группы превысило 2,4 миллиарда просмотров и число подписчиков составило 7,09 миллиона.

## Дискография

### Сольные альбомы
- August End (1991)
- Walk in the Woods (1993)
- A Day in the Sunset (1994)
- Jon Schmidt Christmas (1995)
- To the Summit (2000)
- Winter Serenade (2004)
- Hymns Without Words (2006)
- Piano Portraits Lullaby (2009)
- Bonus Tracks (2009)

### Гостевое участие
- Piano Portraits (2002) — совместно с Полом Кардаллом[англ.], Майклом Р. Хиксом и Дэвидом Толком[17]
- Pure Touch: Vol. 1 (2008) – совместно с Мэттом Бакраком и Крейгом Линдером[18]

### В составе The Piano Guys
- Hits Volume 1[англ.] (2011)
- The Piano Guys[англ.] (2012)
- The Piano Guys 2[англ.] (2013)
- A Family Christmas[англ.] (2013)
- Wonders[англ.] (2014)
- Live!: Carnegie Hall Audio + Red Rocks Concert Video (2015)
- Uncharted[англ.] (2016)
- Christmas Together[англ.] (2017)
- Limitless (2018)

## Книги
- 67 Fun Songs: Arrangements for Easy Piano Songbook (англ.). — 2003.
- New Age Classical Piano Solos (неопр.). — Aubergine Records, 1996.
- New Age Classical Piano Solos (неопр.). — Aubergine Records. — Т. II.
- New Age Classical Piano Solos (неопр.). — Revised. — Т. III.
- New Age Classical Piano Solos (неопр.). — Revised. — Т. IV.